# Толедо (Іллінойс)
Толедо (англ. Toledo) — селище (англ. village) в США, в окрузі Камберленд штату Іллінойс. Населення — 1161 особа (2020).

## Географія
Толедо розташоване за координатами 39°16′21″ пн. ш. 88°14′30″ зх. д. / 39.27250° пн. ш. 88.24167° зх. д. (39.272403, -88.241638).  За даними Бюро перепису населення США в 2010 році селище мало площу 2,35 км², уся площа — суходіл.

## Демографія
Згідно з переписом 2010 року, у селищі мешкало 1238 осіб у 528 домогосподарствах у складі 348 родин. Густота населення становила 526 осіб/км².  Було 583 помешкання (248/км²).
Расовий склад населення:
| - 98,7 % — білих - 0,2 % — корінних американців - 0,2 % — чорних або афроамериканців - 0,2 % — азіатів |

До двох чи більше рас належало 0,3 %. Частка іспаномовних становила 0,9 % від усіх жителів.
За віковим діапазоном населення розподілялося таким чином: 24,1 % — особи молодші 18 років, 60,6 % — особи у віці 18—64 років, 15,3 % — особи у віці 65 років та старші. Медіана віку мешканця становила 37,1 року. На 100 осіб жіночої статі у селищі припадало 96,8 чоловіків;  на 100 жінок у віці від 18 років та старших — 91,1 чоловіків також старших 18 років.
Середній дохід на одне домашнє господарство  становив 45 140 доларів США (медіана — 36 450), а середній дохід на одну сім'ю — 57 050 доларів (медіана — 50 000). Медіана доходів становила 38 203 долари для чоловіків та 30 952 долари для жінок. За межею бідності перебувало 20,4 % осіб, у тому числі 30,4 % дітей у віці до 18 років та 14,7 % осіб у віці 65 років та старших.
Цивільне працевлаштоване населення становило 565 осіб. Основні галузі зайнятості: виробництво — 23,5 %, освіта, охорона здоров'я та соціальна допомога — 19,5 %, мистецтво, розваги та відпочинок — 11,0 %, роздрібна торгівля — 10,3 %.